# Windhagen (Nadrenia-Palatynat)
Windhagen – miejscowość i gmina w zachodnich Niemczech, w kraju związkowym Nadrenia-Palatynat, w powiecie Neuwied, wchodzi w skład gminy związkowej Asbach.  

## Współpraca
Miejscowość partnerska:
- Pfaffschwende